# پارک ملی بوهمد
پارک ملی بوهمد (به انگلیسی: Bou-Hedma National Park) در دو استان قفصه و سیدی بوزید کشور تونس واقع شده‌است. این پارک در ۱۸ دسامبر ۱۹۸۰ بنا شده و از تاریخ ۲۸ می ۲۰۰۸ در فهرست پیشنهادی میراث جهانی یونسکو قرار دارد.